# Renići
Renići su naseljeno mjesto u općini Tomislavgrad, Federacija Bosne i Hercegovine, BiH.

## Stanovništvo

### 1991.
Nacionalni sastav stanovništva 1991. godine, bio je sljedeći:
ukupno: 199
- Hrvati - 192 (96,48%)
- ostali, neopredijeljeni i nepoznato - 7 (3,52%)

### 2013.
Nacionalni sastav stanovništva 2013. godine, bio je sljedeći:
ukupno: 143
- Hrvati - 141 (98,60%)
- Bošnjaci - 2 (1,40%)